# Conferenza di Charlottetown

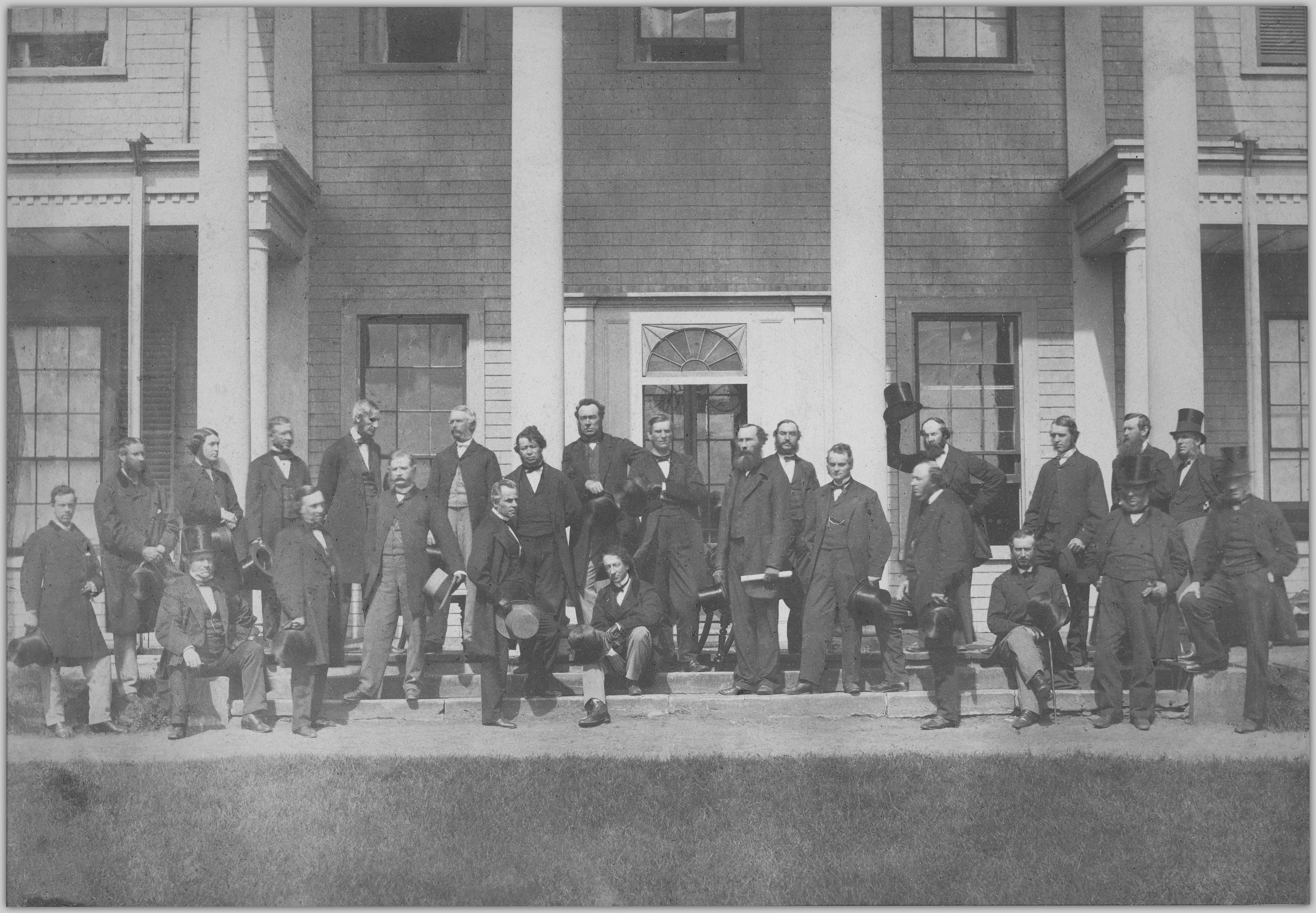
I delegati della conferenza di Charlottetown posano di fronte al palazzo del Governo.

La conferenza di Charlottetown fu un vertice tenutosi a Charlottetown, sull'isola del Principe Edoardo, nel quale i rappresentanti delle colonie del Nord America britannico discussero la proposta della creazione di una Confederazione canadese. La conferenza si tenne tra il 1° e il 9 settembre 1864.
La conferenza era stata organizzata per essere un vertice tra i rappresentanti delle cosiddette colonie marittime, vale a dire di Nuova Scozia, Nuovo Brunswick e Isola del Principe Edoardo. Terranova, invece, domandò tardivamente (il 18 agosto) di potervi partecipare, e non riuscì pertanto a dotarsi in tempo di una propria delegazione.